# Lindenbach (Rhein)
Der Lindenbach in der hessischen Landeshauptstadt Wiesbaden ist ein 6,4 km langer, orografisch rechter Zufluss des Rheins.

## Geographie

### Verlauf
Erlenbach

Der Bach entspringt als Erlenbach in 270 m Höhe nordwestlich von Wiesbaden-Frauenstein. 
Die Talaue im Oberlauf im Naturraum des Rheingau-Wiesbadener Vortaunus (Teil des Vortaunus) ist Teil des Naturschutzgebiets Sommerberg bei Frauenstein unterhalb von Schloss Sommerberg. Anschließend fließt der Bach an Hof Armada vorbei, wo sich ein Teich befindet, zum Grorother Hof und tritt in den Naturraum Rheingau. Dort fließt von links der östlich von Georgenborn entspringende Lippbach bei, der die Siedlung von Frauenstein durchquert hat, wo der Katzbach von rechts zufloss. 
Grorother Bach
 
Vom Grorother Hof fließt das Wasser als Grorother Bach zur Grorother Mühle, wo von links der Leierbach zufließt, der westlich von Schloss Freudenberg entspringt. 
Lindenbach

Anschließend trägt der Wasserlauf den Namen Lindenbach. Von links fließt Wasser von der Quelle Grunselsbörnchen zu, an der laut einer Sage die in Schierstein lebenden Störche nach Babys fischen. Danach unterquert der Lindenbach die Bundesautobahn 66 und die rechte Rheinstrecke und durchquert kanalisiert und mehrfach verrohrt den Wiesbadener Stadtteil Schierstein mit dem Lindenviertel.
Er mündet in den Schiersteiner Hafen, einen Binnenhafen am Rhein.

### Zuflüsse
- Lippbach (links), 5,5 km
- Leierbach (links), 1,8 km

## Flora und Fauna
In den stehenden Gewässern befinden sich Grasfrosch, Erdkröte und Molcharten. In den schattigen Bereichen des Oberlaufs sind Feuersalamander, Ringelnattern und Grasfrösche zu finden. An Insekten leben am Bach Sumpfschrecke, Heupferd, Libellen wie Blauflügel-Prachtlibelle, große Königslibelle, Vierfleck, Hufeisen-Azurjungfer und Plattbauch, sowie der russische Bär als Schmetterlingsart. An Gebüsch- und Bodenbrütern sind Nachtigall, Wasseramsel, Gelbspötter, Bachstelze, Gebirgsstelze, Zaunkönig, Zilpzalp, Weidenmeise, Sumpfmeise und Sommergoldhähnchen vertreten. Den Bach als Nahrungsquelle nutzen Weißstorch und Graureiher. Dazu leben am Bach Dorn-, Klapper- und Mönchsgrasmücke sowie die Fledermausarten Abendsegler und Zwergfledermaus.

## Galerie

Bachimpressionen
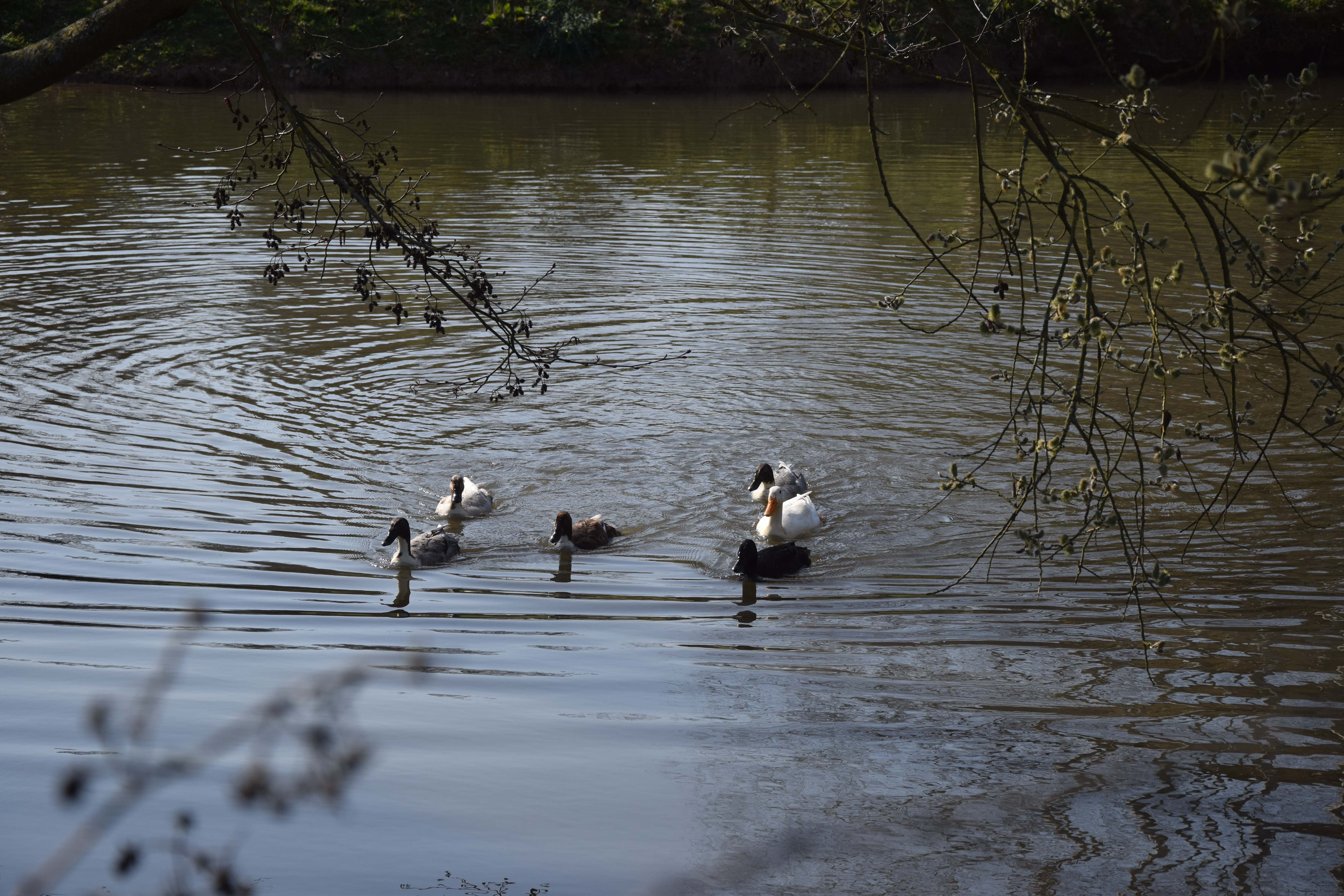
Teich bei Hof Armada
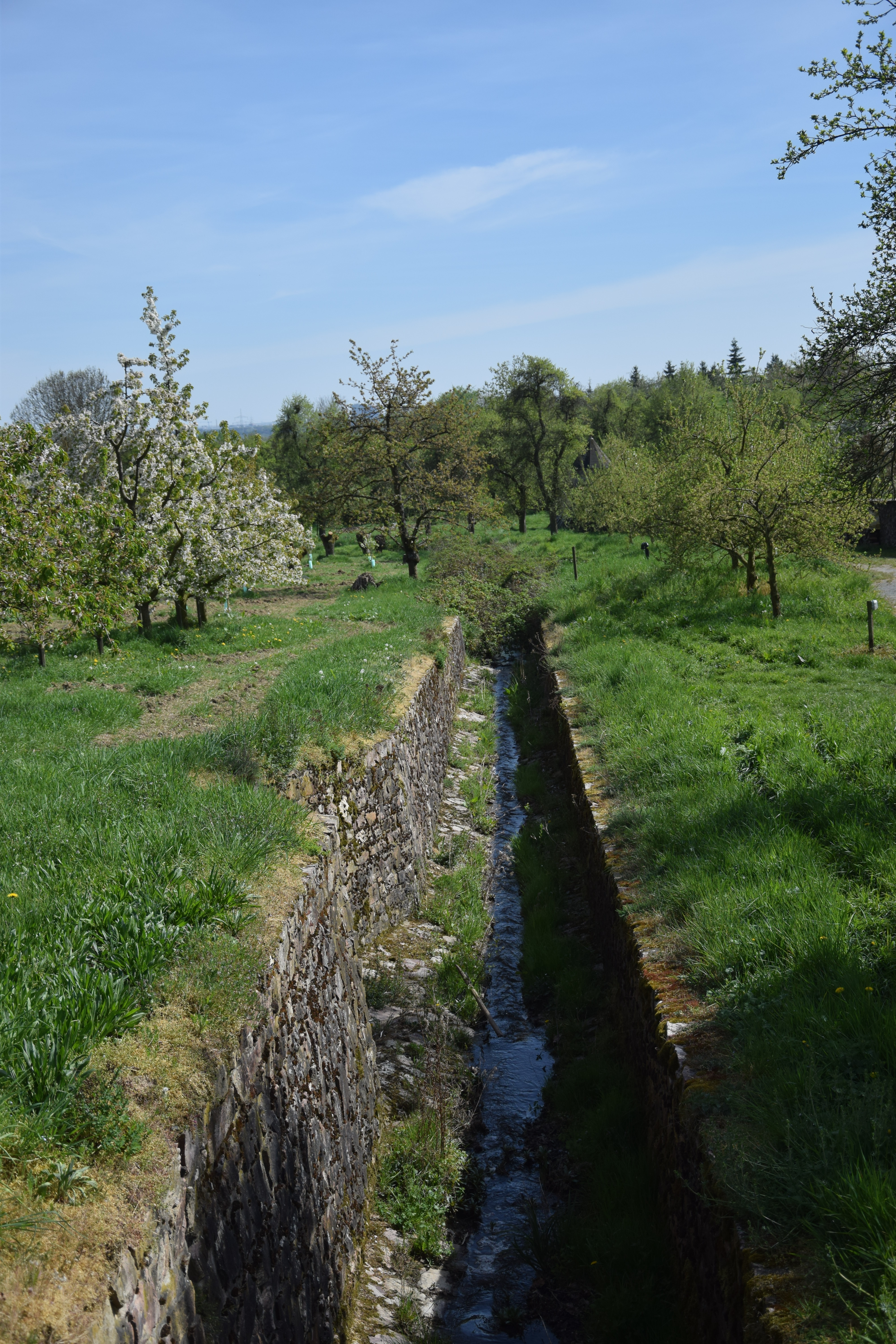
Lippbach am Grorother Hof kurz vor dem Zusammenfluss mit dem Erlenbach
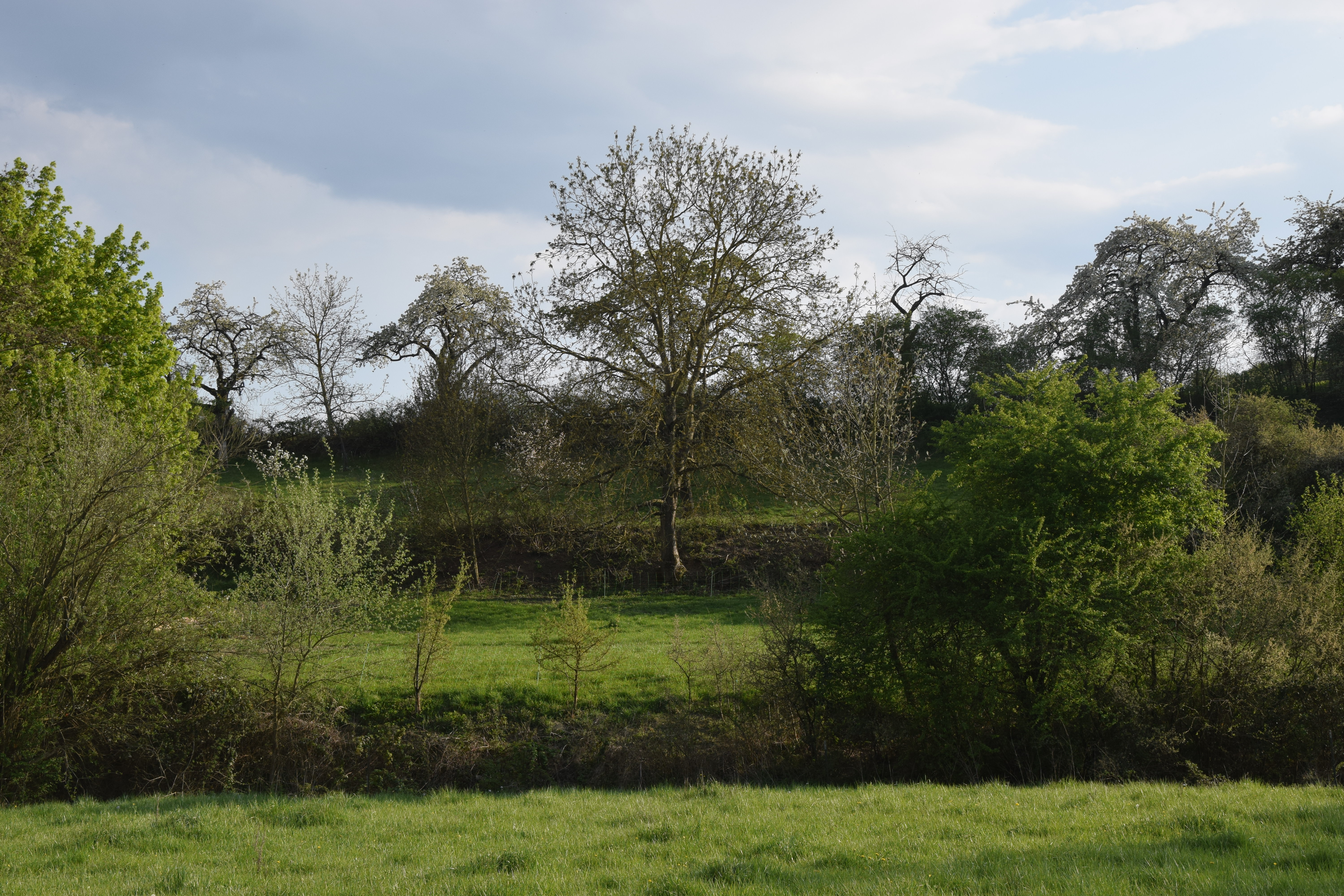
Tal des Grorother Bachs bei der Grorother Mühle
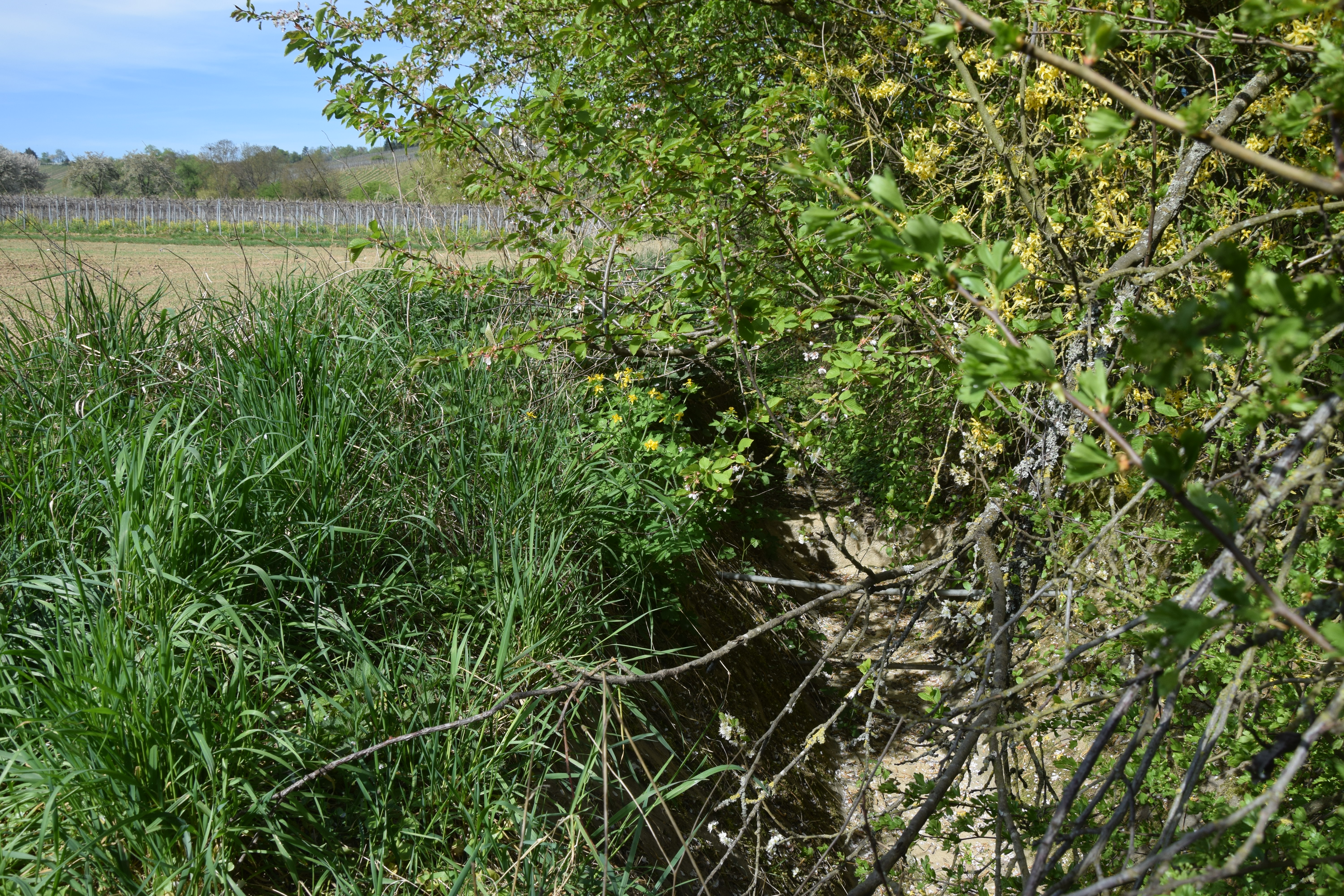
Trockenes Bett des Leierbachs kurz vor der Mündung in den Lindenbach
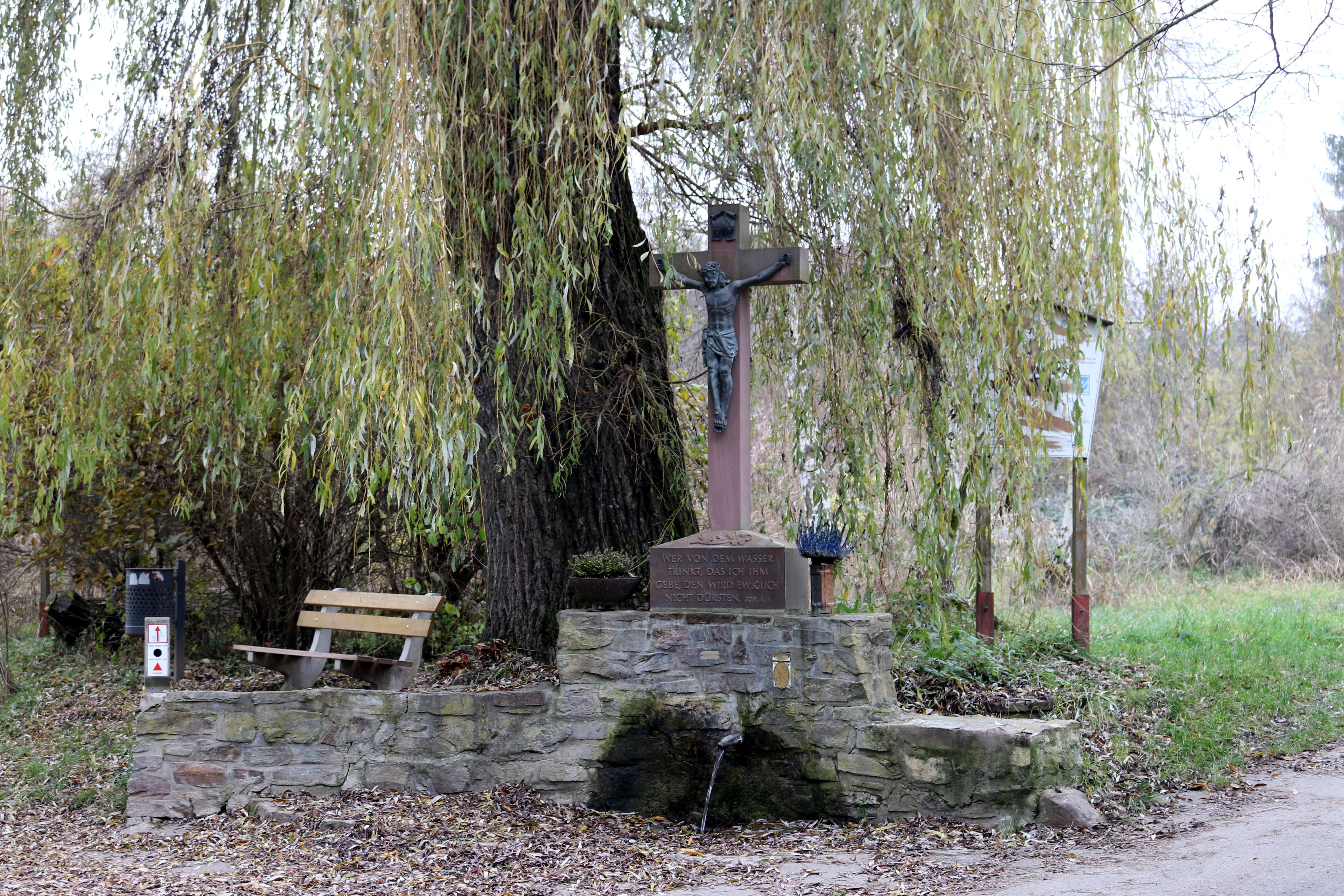
Quelle des Grunselsbörnchens mit Flurkreuz von 1994
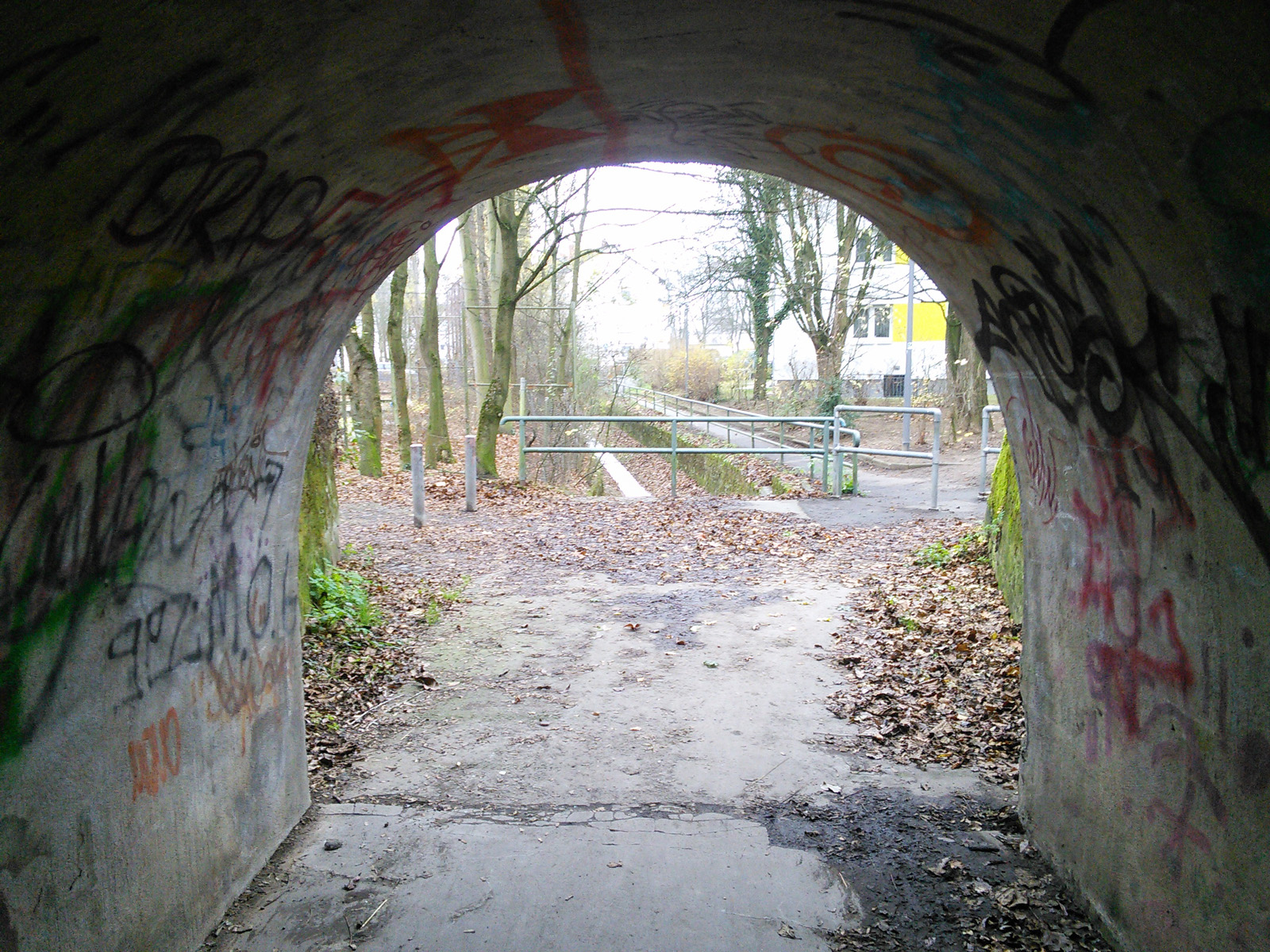
Kanalisierter Verlauf nach der Unterführung unter der rechten Rheinstrecke